# Behind Locked Doors
Behind Locked Doors és una pel·lícula estatunidenca dirigida per Budd Boetticher (sota el nom d'Oscar Boetticher) i estrenada el 1948.

## Argument
Una periodista, Kathy Lawrence, sospita que el jutge Finlay Drake, buscat per la policia, s'ha refugiat en un asil de dements. Entra en contacte amb un detectiu privat, Ross Stewart, i li proposa introduir-se en l'establiment. Després, aquest accepta fer-se passar per al seu marit, després de fer-se internar. No sap que arriba a les portes de l'infern...

## Repartiment
- Lucille Bremer: Kathy Lawrence
- Richard Carlson: Ross Stewart
- Douglas Fowley: Larson
- Ralf Harolde: Fred Hopps
- Thomas Browne Henry: Dr. Clifford Porter
- Herbert Hayes: Jutge Finlay Drake
- Gwen Donovan: Madge Bennett
- Trevor Bardette: Mr. Purvis
- Kathleen Freeman: la infermera
- Tor Johnson: The Champ

## Al voltant de la pel·lícula
- Curiosament, aquesta pel·lícula, rodada el 1948, anuncia, setze anys per endavant, el Shock Corridor de Samuel Fuller.